# 孫璉
孫璉（1462年—？），字宗器，浙江寧波府慈谿縣人，民籍，明朝官员。

## 生平
弘治二年（1489年）己酉科浙江鄉試第十九名舉人。弘治三年（1490年）聯捷庚戌科會試第二百三十四名，三甲第一百六十二名進士。

## 家族
曾祖孫服膺；祖父孫忱，知縣；父孫禧，母徐氏。具庆下。